# Piseinotecus divae
Piseinotecus divae är en snäckart. Piseinotecus divae ingår i släktet Piseinotecus och familjen Tergipedidae. Inga underarter finns listade i Catalogue of Life.